# ピンク・レディーの活動大写真
『ピンク・レディーの活動大写真』（ピンク・レディーのかつどうだいしゃしん）は、1978年制作、小谷承靖監督の日本映画。

## 概要
当時スーパーアイドルだったピンク・レディーの初主演映画であり、本人たちの大ヒットシングルが散りばめられていた。
実際のコンサートの映像も含まれていた。（四国と後楽園球場で行われたもの）
ミーとケイがドレスを着て「カメレオン・アーミー」を通常とは違う振り付けで歌唱するシーンがある。
モンスター（モンちゃん）のデザインは薩谷和夫、造形は安丸信行が手掛けた。スーツは3体制作され、毛にはモヘヤを用いている。
2006年7月28日DVD化された。オーディオコメンタリーは監督の小谷承靖と坂下千里子が担当。パッケージ内冊子には2006年当時の未唯、増田恵子のメッセージも載っている。2017年12月現在でも非レンタル化である。
90年代に民放で昼間の映画番組で唯一の放送を行った。

## あらすじ
ピンク・レディーの主演映画を作ろうとアイデアを出し合うプロデューサーの白川（石立鉄男）、監督の赤沢（田中邦衛）、脚本家の青田（秋野太作）。青田の企画は恋愛メロドラマ、白川の企画はモンスターとの交流を描いたSF映画、そして赤沢の企画は西部劇。それぞれの主張がまとまらず映画は一体どうなってしまうのか。

## キャスト
- 根本美鶴代（ピンク・レディー） - ミー
- 増田啓子（ピンク・レディー） - ケイ
- 石立鉄男 - 白川仙吉
- 田中邦衛 - 赤沢信平、ペッパー保安官
- 秋野太作 - 青田宏
- 田中健 - 田中高之
- 春川ますみ - 田中静江
- なべおさみ - 杉本
- 塩沢とき - 看護婦長
- 団巌 - モンスター
- ウィリアム・ロス - サーカスの団長
- 佐藤蛾次郎 - 猪熊（調教師）
- 丹古母鬼馬二 - 金庫破りの怪漢
- 三角八郎 - ピエロ
- 小松政夫 - バス停の非常識な男
- ザ・ハンダース - 不良学生
- 岡本富士太 - シュガー
- 田中浩 - ガーリック
- トビー門口 - マスタード
- きくち英一 - ガーリックの手下
- 松山英太郎 - 記者
- 大林宣彦 - ドク・ウィークデイ（ピアノ弾き）[注釈 3]
- 樹れい子 - 秘書・ルミ子

## スタッフ
- 監督 - 小谷承靖
- 製作 - 相馬一比古/田中壽一
- 企画 - 葉村彰子
- 原案・脚本 - ジェームス三木
- 音楽 - 都倉俊一
- オリジナルソング
  - 作詞 - 阿久悠
  - 作・編曲 - 都倉俊一
- 振付 - 土居甫
- 衣装デザイナー - 野口庸子
- 撮影 - 稲垣涌三
- 美術 - 薩谷和夫
- 録音 - 日吉裕治
- 照明 - 佐野武治
- 編集 - 黒岩義民
- 助監督 - 猪崎宣昭
- ジャンピングサマーカーニバル(UFO)演出 - 大林宣彦
- 視覚効果 - 中野稔
- カースタント - 三石千尋
- MA - 東宝録音センター
- 現像 - 東洋現像所
- 車輌協力 - 東洋工業
- 製作協力 - 三船プロダクション、SHP

## 挿入歌
- ペッパー警部
- S・O・S
- カルメン'77
- 渚のシンドバッド
- ウォンテッド (指名手配)
- UFO
- サウスポー
- モンスター
- 透明人間
- カメレオン・アーミー

## サウンドトラック
ピンク・レディーの活動大写真（1978.12.25）（CD：1991.9.21）ビクター音楽産業

## 同時上映
『炎の舞』
- ホリ企画制作作品。監督：河崎義祐。原作：加茂菖子（『執炎』より。同名映画のリメイクでもある）。主演：山口百恵、三浦友和。